# سول وايت
سول وايت (بالإنجليزية: Sol White)‏ هو لاعب كرة قاعدة وصحفي أمريكي، ولد في 12 يونيو 1868 في بلايري في الولايات المتحدة، وتوفي في 26 أغسطس 1955 في سنترال آيسلب في الولايات المتحدة.

## وصلات خارجية
- سول وايت على موقع جمعية أبحاث البيسبول الأمريكية (الإنجليزية)
- سول وايت على موقع قاعة مشاهير كرة القاعدة (الإنجليزية)